# WPS Office
WPS Office, in precedenza nota come Kingsoft Office,  è una suite di software Office per Microsoft Windows, Linux, iOS e Android. "WPS", afferma il produttore, è l'acronimo di Writer, Presentation e Spreadsheets, a indicare rispettivamente il foglio di videoscrittura, la presentazione e il foglio di calcolo. La versione di base è gratuita (freeware) per uso personale.
Il prodotto ha avuto una lunga storia di sviluppo e di successo in Cina con il nome di "WPS" e "WPS Office". Per un certo tempo, Kingsoft ha nominato la suite sotto "KSOffice", nel tentativo di ottenere un punto d'appoggio sul mercato internazionale, ma da allora è tornato a "WPS Office". Dal WPS Office 2005, l'interfaccia utente è simile a quella dei prodotti Microsoft Office, e supporta i formati dei documenti Microsoft oltre ai formati nativi Kingsoft.

## Storia
WPS Office, inizialmente chiamato Super-WPS文字处理系统, è stato lanciato nel 1988 come programma di videoscrittura per DOS, sviluppato dalla società hongkonghese Kingsun Computer Co. Ltd.
Di fronte alla concorrenza di Microsoft Office, il capo software spese 4 milioni dal suo conto personale per aiutare nello sviluppo di WPS 97 per Microsoft Windows. Nel 1997, WPS 97 è stato pubblicato. La versione successiva, WPS 2000, fu distribuita due anni dopo. Entrambi i prodotti sono stati sviluppati per una piattaforma Windows a 16 bit, con la capacità di funzionare su piattaforme Windows a 32 bit.
Nel maggio 2001, Kingsoft ha lanciato una suite per ufficio completa sotto il nome di WPS Office 2001, che conteneva un elaboratore di testi insieme a fogli di calcolo e applicazioni di presentazione. Con WPS Office 2001, Kingsoft entrò nel mercato della produttività d'ufficio nella Repubblica Popolare Cinese.
Nel 2002, WPS Office 2002 è stato distribuito, aggiungendo un client di posta elettronica alla suite per ufficio. WPS Office 2002 mirava a mantenere la compatibilità dell'interfaccia con i prodotti da ufficio stabiliti.
Nel 2003, è stato messo in commercio WPS Office 2003. Il governo cinese ha reso il software per ufficio Kingsoft lo standard per varie divisioni del governo.
L'incarnazione 2004 della suite per ufficio, soprannominata WPS Office Storm, fu commercializzata alla fine del 2004. Sosteneva di offrire una totale compatibilità all'indietro con i formati di file di Microsoft Office. A differenza delle versioni precedenti, WPS Storm era basata su OpenOffice.org ed era la prima suite WPS Office a supportare sistemi operativi diversi da Microsoft Windows. Kingsoft ha collaborato con Intel e IBM per integrare la sua tecnologia text-to-text e text-to-speech in WPS Office Storm.
Alla fine del 2005, WPS Office 2005 è stato distribuito con un'interfaccia rinnovata e una dimensione di file più piccola. Oltre all'edizione Professional, fu offerta un'edizione gratuita in cinese semplificato per studenti e utenti domestici. Un'edizione Wine-hosted è stata fornita agli utenti Linux di WPS Office Storm.
Nel 2007, Kingsoft Office 2007 è stato messo in commercio. Questa è stata la prima versione che ha cercato di entrare nei mercati internazionali, con il supporto per le lingue inglese e giapponese. La versione nativa in lingua cinese continuò con il nome di WPS Office.
Nel 2009, Kingsoft Office 2009 è stato distribuito. Aveva una maggiore compatibilità con Microsoft Office, compreso il supporto per i nuovi formati di file della versione 2007.
Nel 2011, Kingsoft Office ha ottenuto un finanziamento dal governo cinese e ha ricevuto ulteriori ordini dai ministeri centrali in Cina.
Kingsoft Office Suite Free 2012 è stato messo in vendita nel 2011. Kingsoft Office Professional 2012 e Kingsoft Office Standard 2012 sono stati resi disponibili per la vendita nel febbraio 2012, oltre a Kingsoft Office per Android. La versione iniziale per Android includeva funzioni standard di word processor come la creazione di documenti, fogli di calcolo e presentazioni.
Il 28 marzo 2012 Kingsoft ha annunciato che WPS per Linux era in fase di sviluppo. È il terzo prodotto WPS per Linux, dopo WPS Storm e WPS 2005. È stato sviluppato da zero, basato sul framework Qt, il più compatibile possibile con la sua controparte Windows.
Le versioni gratuita e a pagamento di Kingsoft Office 2013 sono state distribuite il 4 giugno 2013. Sono composti da tre programmi: Writer, Spreadsheets, e Presentation, che sono simili a Microsoft Word, Excel, e PowerPoint. WPS Office per Linux Alpha 18 Patch 1 è stato lanciato l'11 giugno 2015. 
Nel 2014, Kingsoft Office è stato rinominato in WPS Office. La versione WPS Office 2014 ha introdotto un modello di abbonamento, con una versione gratuita dalle funzionalità limitate e opzioni a pagamento che garantivano la piena compatibilità con i formati di Microsoft Office. Successivamente, WPS Office 2016 ha adottato un modello freemium.
Nel 2017, Kingsoft ha sospeso lo sviluppo della versione per Linux, per poi riprenderne gli aggiornamenti poco dopo e annunciarne l’intenzione di rendere il codice sorgente disponibile al pubblico. Nel 2022, una versione gratuita per Linux era nuovamente scaricabile dal sito ufficiale. WPS Office 2019, pubblicato nel maggio 2019, ha rafforzato l’integrazione tra i diversi moduli e migliorato il supporto ai file PDF.
Nel 2021, WPS Office è diventato disponibile su HarmonyOS di Huawei, introducendo nuove funzionalità multi-dispositivo. Nel marzo 2024, Huawei ha annunciato di aver completato lo sviluppo delle funzionalità native di WPS Office per HarmonyOS NEXT, in vista di un lancio commerciale previsto per l’autunno 2024.